# 紀見峠駅

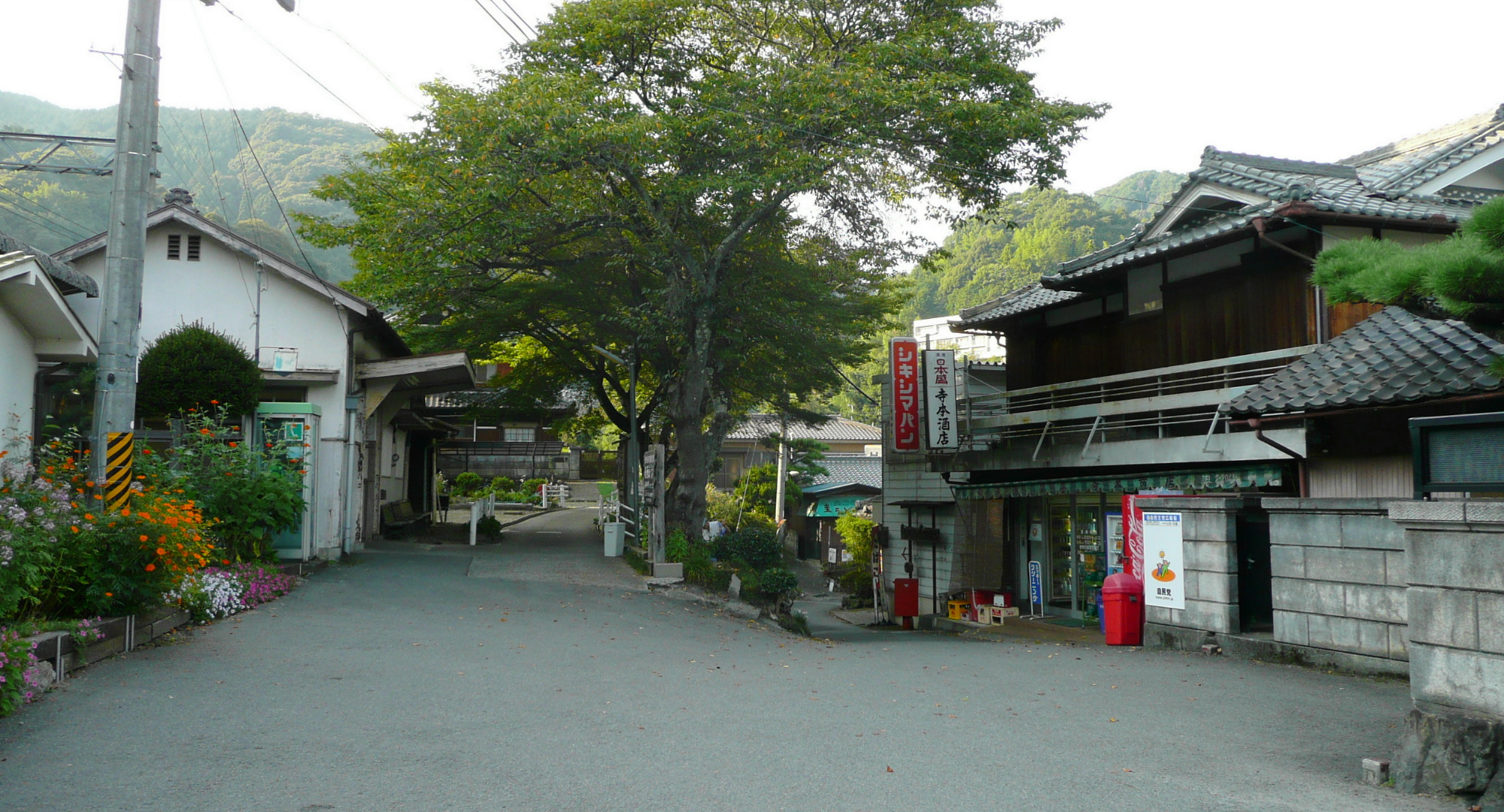
駅前広場

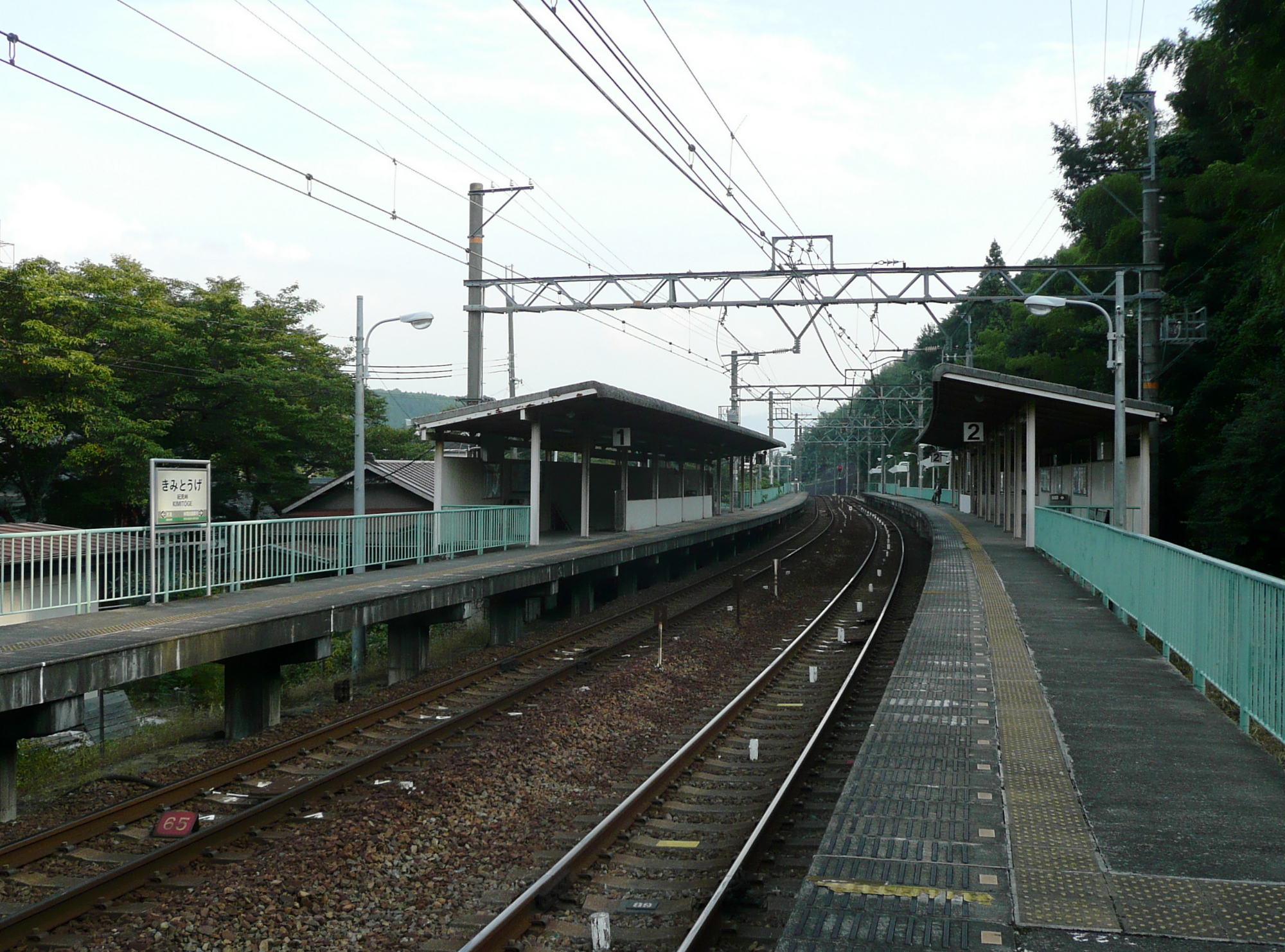
ホーム

紀見峠駅（きみとうげえき）は、和歌山県橋本市矢倉脇にある、南海電気鉄道高野線の駅。名称の由来は紀見峠。駅番号はNK74。和歌山県内では最北端に位置する駅である。
単線時代からの在来駅であるが、自動改札機や自動精算機、そしてICカード用チャージ機やインターホンなど近代的な設備が整う。
北隣の天見駅とは3.7km離れており、高野線では駅間距離が最も長い。

## 歴史
- 1915年（大正4年）
  - 3月11日：高野登山鉄道の三日市町駅 - 橋本駅間延伸と同時に開業[1]。
  - 4月30日：社名変更により大阪高野鉄道の駅となる。
- 1922年（大正11年）9月6日：会社合併により南海鉄道の駅となる。
- 1944年（昭和19年）6月1日：会社合併により近畿日本鉄道の駅となる。
- 1947年（昭和22年）6月1日：路線譲渡により南海電気鉄道の駅となる。
- 1979年（昭和54年）
  - 5月26日：天見駅から当駅間が複線化される。
  - 9月30日：新上り線の設置工事のため仮設ホームが設けられ、駅構内が単線となる[2]。
- 1981年（昭和56年）1月25日：新上りホームが完成[2]。
- 1983年（昭和58年）6月5日：当駅から御幸辻駅間が複線化[3]、同時に新下りホームが完成[2]。
- 2012年（平成24年）4月1日：駅ナンバリングが導入され、使用を開始[4][5]。

## 駅構造
相対式2面2線のホームを持つ地平駅。ホーム有効長は8両。駅舎は高野山方面ホームにあり、難波方面ホームへは地下道で連絡している。ホームの柵は薄い緑色に塗られている。（同じく快速急行通過駅である千早口駅・天見駅も、柵には特徴的な色が塗られている）
無人駅となっており、林間田園都市駅からの遠隔管理を受ける。
高野線の複線化工事の過程でそれまでの島式ホーム1面2線から一時交換不能な棒線駅として扱っていたことがあった。

### のりば
| のりば | 路線   | 方向 | 行先       |
| ------ | ------ | ---- | ---------- |
| 1      | 高野線 | 下り | 高野山方面 |
| 2      | 高野線 | 上り | なんば方面 |

## 利用状況
2024年（令和6年）度の1日平均乗降人員は422人で、南海の駅（100駅）では82位である。
主に大阪・堺都市圏への通勤・通学客が利用しているほか、橋本への通学生もわずかながらある。
各年度の1日平均乗降人員数は下表のとおり。
| 年度               | 1日平均 乗降人員 | 順位 | 出典                      |
| ------------------ | ---------------- | ---- | ------------------------- |
| 1985年（昭和60年） | 685              | -    | [ 県統計 1 ]              |
| 1990年（平成02年） | 710              | -    | [ 県統計 1 ] [ 市統計 1 ] |
| 1991年（平成03年） | 834              | -    | [ 市統計 1 ]              |
| 1992年（平成04年） | 903              | -    | [ 市統計 1 ]              |
| 1993年（平成05年） | 897              | -    | [ 市統計 1 ]              |
| 1994年（平成06年） | 927              | -    | [ 市統計 1 ]              |
| 1995年（平成07年） | 946              | -    | [ 県統計 1 ] [ 市統計 1 ] |
| 1996年（平成08年） | 974              | -    | [ 市統計 1 ]              |
| 1997年（平成09年） | 946              | -    | [ 市統計 1 ]              |
| 1998年（平成10年） | 1,015            | -    | [ 市統計 1 ]              |
| 1999年（平成11年） | 983              | -    | [ 市統計 1 ]              |
| 2000年（平成12年） | 976              | -    | [ 県統計 1 ] [ 市統計 1 ] |
| 2001年（平成13年） | 945              | -    | [ 県統計 1 ] [ 市統計 1 ] |
| 2002年（平成14年） | 914              | -    | [ 県統計 1 ] [ 市統計 1 ] |
| 2003年（平成15年） | 917              | -    | [ 県統計 1 ] [ 市統計 1 ] |
| 2004年（平成16年） | 870              | 80位 | [ 県統計 1 ] [ 市統計 1 ] |
| 2005年（平成17年） | 829              | -    | [ 県統計 1 ] [ 市統計 1 ] |
| 2006年（平成18年） | 830              | -    | [ 県統計 1 ]              |
| 2007年（平成19年） | 854              | -    | [ 県統計 1 ]              |
| 2008年（平成20年） | 896              | -    | [ 県統計 1 ]              |
| 2009年（平成21年） | 865              | -    | [ 県統計 1 ]              |
| 2010年（平成22年） | 803              | -    | [ 県統計 1 ]              |
| 2011年（平成23年） | 733              | 75位 | [ 県統計 1 ]              |
| 2012年（平成24年） | 746              | 75位 | [ 県統計 1 ]              |
| 2013年（平成25年） | 731              | 75位 | [ 県統計 1 ]              |
| 2014年（平成26年） | 679              | 79位 | [ 県統計 1 ]              |
| 2015年（平成27年） | 637              | 81位 | [ 県統計 1 ]              |
| 2016年（平成28年） | 633              | 81位 | [ 県統計 1 ]              |
| 2017年（平成29年） | 610              | 81位 | [ 県統計 1 ]              |
| 2018年（平成30年） | 565              | 82位 | [ 南海 2 ] [ 県統計 1 ]   |
| 2019年（令和元年） | 537              | 82位 | [ 南海 2 ] [ 県統計 1 ]   |
| 2020年（令和02年） | 420              | 81位 | [ 南海 2 ]                |
| 2021年（令和03年） | 395              | 82位 | [ 南海 3 ]                |
| 2022年（令和04年） | 415              | 80位 | [ 南海 3 ]                |
| 2023年（令和05年） | 427              | 80位 | [ 南海 3 ]                |
| 2024年（令和06年） | 422              | 82位 | [ 南海 1 ]                |

## 駅周辺
駅周辺は昔ながらの集落となっている。
- 紀見峠 (金剛生駒紀泉国定公園)
- 国道371号 紀見トンネル
- 紀伊見荘
- 橋本市立柱本小学校
- 橋本市立柱本幼稚園
- 南海りんかんバス紀見ヶ丘停留所 (最寄駅だが、路線バスは林間田園都市駅から発着)

## 隣の駅
南海電気鉄道

 高野線
■快速急行
通過
■急行・■区間急行・■各停
天見駅 (NK73) - 紀見峠駅 (NK74) - 林間田園都市駅 (NK75)

#### 本文中の出典
1. 1 2 3  南海電気鉄道株式会社 (2021年8月). “2021 HAND BOOK NANKAI”. p. 66-67. 2021年8月19日閲覧。
2. 1 2 3  南海電気鉄道『複線化工事の記録 高野線（河内長野〜橋本間）』南海電気鉄道、1997年、32、83、92-93、96頁。
3. ↑  「私鉄年表」『私鉄車両編成表 -全国版- '84年版』ジェー・アール・アール、1984年8月1日、140頁。
4. ↑  “南海 駅ナンバリング 導入”. 鉄道コム (2012年2月27日). 2023年2月13日時点のオリジナルよりアーカイブ。2023年2月13日閲覧。
5. ↑  “南海電鉄全駅に「駅ナンバリング」を導入します”.   南海電鉄. 2021年10月28日時点のオリジナルよりアーカイブ。2023年2月13日閲覧。
6. ↑  “紀見峠駅 立体構内図”.   南海電気鉄道. 2023年6月11日閲覧。

#### 利用状況の出典
和歌山県公共交通機関等資料集
1. 1 2 3 4 5 6 7 8 9 10 11 12 13 14 15 16 17 18 19 20 21 22 23  “令和元年度和歌山県公共交通機関等資料集” (PDF).   和歌山県企画部地域振興局総合交通政策課. 2021年8月19日閲覧。

橋本市統計要覧
1. 1 2 3 4 5 6 7 8 9 10 11 12 13 14 15 16  “橋本市統計要覧（2006年度版）19.鉄道” (PDF).   橋本市. 2021年8月19日閲覧。

南海電気鉄道の1日平均利用客数
1. 1 2 3 4  南海電気鉄道株式会社 (2025年7月). “2025 HAND BOOK NANKAI”. p. 35. 2025年8月8日閲覧。
2. 1 2 3  南海電気鉄道株式会社 (2021年8月). “2021 HAND BOOK NANKAI”. p. 77. 2021年8月19日閲覧。
3. 1 2 3  南海電気鉄道株式会社 (2024年7月). “2024 HAND BOOK NANKAI”. p. 57. 2024年9月7日閲覧。